# Johannes Erxleben
Johannes Erxleben est un General allemand au sein de la Heer dans la Wehrmacht au cours de la Seconde Guerre mondiale.

## Biographie
Il est fils d'un ministre. À dix ans, il est admis au corps de cadets de Potsdam. Johannes Erxleben s'engage le 22 mars 1913 comme lieutenant dans le 5e bataillon de télégraphiex. Le 22 avril 1914, il est muté à la 3e compagnie de téléphone de forteresse. Il participe à la Première Guerre mondiale comme lieutenant. Le 1er octobre 1919, il a été transféré à la nouvelle armée. En 1927, il est nommé capitaine et en 1934 il devient Major. En 1937, il devient lieutenant-colonel. Au début de la Seconde Guerre mondiale il participe à la campagne de Pologne comme colonel. Durant l'opération Barbarossa, il est transféré dans la 11e armée. En 1943, il est transféré en France. 
En 1944, il est déplacé à Cassel, il est commandant des forces allemandes durant la bataille de Cassel (1945). La ville de Cassel est presque complètement détruite par quarante frappes aériennes. Il est fait prisonnier et est libéré le 6 juin 1947.
En raison de fusillades contre des civils à Cassel en 1945, il est condamné le 19 mars 1949 par la Cour de Cassel d'homicide involontaire, à quatre mois de prison, mais la sentence est annulée le 7 juillet 1949 pour des raisons juridiques. Le 14 février 1950, il est condamné pour homicide involontaire à dix mois de prison.